# Гова (птах)
Гова (Zebrilus undulatus) — вид пеліканоподібних птахів родини чаплевих (Ardeidae).

## Поширення
Вид поширений у тропічних та субтропічних болотах Південної Америки. Трапляється в Болівії, Бразилії, Колумбії, Еквадорі, Французькій Гвіані, Гаяні, Перу, Суринамі та Венесуелі.

## Опис
Невелика чапля заввишки 28-32 см. Вага до 120 г. Тіло коричневого забарвлення, голова та спина темнокоричневі.